# Enciclopedia Sovietica Azerbaigiana
L'Enciclopedia Sovietica Azerbaigiana (in azero Азәрбајҹан Совет Енсиклопедијасы, Azərbaycan Sovet Ensiklopediyası, abbreviato in АСЭ ASE) è la prima enciclopedia universale in lingua azera, stampata a Baku nel 1976, da una branca della Grande enciclopedia sovietica. L'enciclopedia è stata redatta dall'Accademia delle scienze della SSR Azerbaigiana (ora Accademia Nazionale delle scienze dell'Azerbaigian) e comprende 10 volumi alfabetici. I principali autori ed esponenti furono Rasul Rza e Giemil Guliyev.

## Volumi
| Volume | Anno | Parole           |
| ------ | ---- | ---------------- |
| 1      | 1976 | А-БАЛЗАК         |
| 2      | 1978 | БАЛЗАМ-ГАЈДАР    |
| 3      | 1979 | ГАЈБІБОВ-ЕЛДАРОВ |
| 4      | 1980 | ЕЛДЭКЭЗ-ИТАВИРА  |
| 5      | 1981 | ИТАЛИЈА-КУБА     |
| 6      | 1982 | КУБА-МИСИР       |
| 7      | 1983 | МИСИЛ-ПРАДО      |
| 8      | 1984 | ПРАДО-СПРИНТ     |
| 9      | 1986 | СПУТНИК-ФРОНТОН  |
| 10     | 1987 | ФРОСТ-ШҮШТЭР     |